# Parafia Matki Bożej Śnieżnej w Miękiszu Nowym
Parafia Matki Bożej Śnieżnej w Miękiszu Nowym − parafia rzymskokatolicka znajdująca się w archidiecezji przemyskiej w dekanacie Radymno II.

## Historia
Pierwsze wzmianki w źródłach o Miękiszu pochodzą z 1468 roku. Miejscowość aż do 1511 roku należała do parafii w Radymnie.  W końcu XVI wieku powstała Wola Miękiska czyli obecny Miękisz Nowy. 27 lutego 1753 roku w miejscowości powstała parafia greckokatolicka.
W 1896 roku przy wsparciu Stefana Zamoyskiego zbudowano ochronkę i zostały sprowadzone Siostry Służebniczki Starowiejskie. Właściciele wsi Giedroyciowie – przekazali plac pod budowę kościoła. W 1910 roku rozpoczęto budowę plebanii, a w 1914 roku zbudowano drewnianą kaplicę. W 1912 roku w Miękiszu Nowym została erygowana ekspozytura. Podczas I wojny światowej budynki zostały zniszczone. 
W latach 1918–1919 zbudowano drewniany kościół w stylu zakopiańskim, według projektu arch. inż. Kazimierza Osińskiego, na działce ofiarowanej przez Franciszka Możdżana. 26 października 1919 roku kościół został poświęcony pw. Matki Bożej Śnieżnej. 19 stycznia 1928 roku została erygowana samodzielna parafia z wydzielonego terytorium parafii Laszki. 
5 sierpnia 1928 roku poświęcono dzwon „Józef” z wizerunkiem Marszałka Józefa Piłsudskiego.
Proboszczami parafii na przestrzeni dziejów byli m.in.: ks. Walenty Trela (1928–1961), ks. Marian Szarek (1961–1967), ks. Jan Rzeszutek (od 1974), ks. kan. Józef Pietroński (od 1988).
Na terenie parafii jest 1 200 wiernych (w tym: Miękisz Nowy – 621, Bukowina PGR – 145, Czerniawka – 134, Tuchla – 321).

## Kościół filialny
W latach 1983–1985 w Tuchli zbudowano murowany kościół filialny, który 4 sierpnia 1985 roku został przez bpa Ignacego Tokarczukla poświęcony pw. Miłosierdzia Bożego.